# Mammillaria rekoi
Mammillaria rekoi (укр. Мамілярія Реко, мамілярія рекої) — сукулентна рослина з роду мамілярія (Mammillaria) родини кактусових (Cactaceae).

## Історія
Вид вперше описаний німецьким ботаніком Фрідріхом Карлом Йоганном Фаупелєм (нім. Friedrich Karl Johann Vaupel, 1876—1927) у 1925 році у виданні нім. «Die natürlichen Pflanzenfamilien».

## Етимологія
Видова назва дана на честь мексиканського лікаря і етноботаніка австрійського походження Бласа Пабло Реко (ісп. Blas Pablo Reko, 1877—1953).

## Ареал і екологія
Mammillaria rekoi є ендемічною рослиною Мексики. Ареал розташований у центрі та на півночі штату Оахака. Рослини зростають на висоті від 700 до 3000 метрів над рівнем моря в дубових лісах на вапнякових скелях, базальтових і глинистих ґрунтах.

## Морфологічний опис
| Орган              | Опис |
| Рослини            | зазвичай поодинокі, але іноді утворюють зарості.                                                                        |
| Коріння            | |
| Стебло             | кулясте до коротко-циліндричного, до 15 см заввишки, в діаметрі 5-6 см.                                                 |
| Епідерміс          | зелений. |
| Маміли             | конічні до циліндричних.                                                                                                |
| Ареоли             | |
| Аксили             | іноді з молочним соком.                                                                                                 |
| Центральні колючки | Центральних 4-7, трохи міцніші ніж радіальні колючки, коричневі, вигнуті з гачками або іноді прямі, завдовжки 10-15 мм. |
| Радіальні колючки  | 20-30, тонкі, дрібні, густі, голкоподібні, білі до золотисто-жовтих, завдовжки 4-6 мм.                                  |
| Квіти              | темно-фіолетово-рожеві до рожевих з темними центральними прожилками на пелюстках, до 15 мм завдовжки.                   |
| Бутони             | |
| Зовнішні пелюстки  | |
| Внутрішні пелюстки | |
| Тичинки            | |
| Маточка            | |
| Плоди              | червоні. |
| Насіння            | коричневе. |

## Різновиди

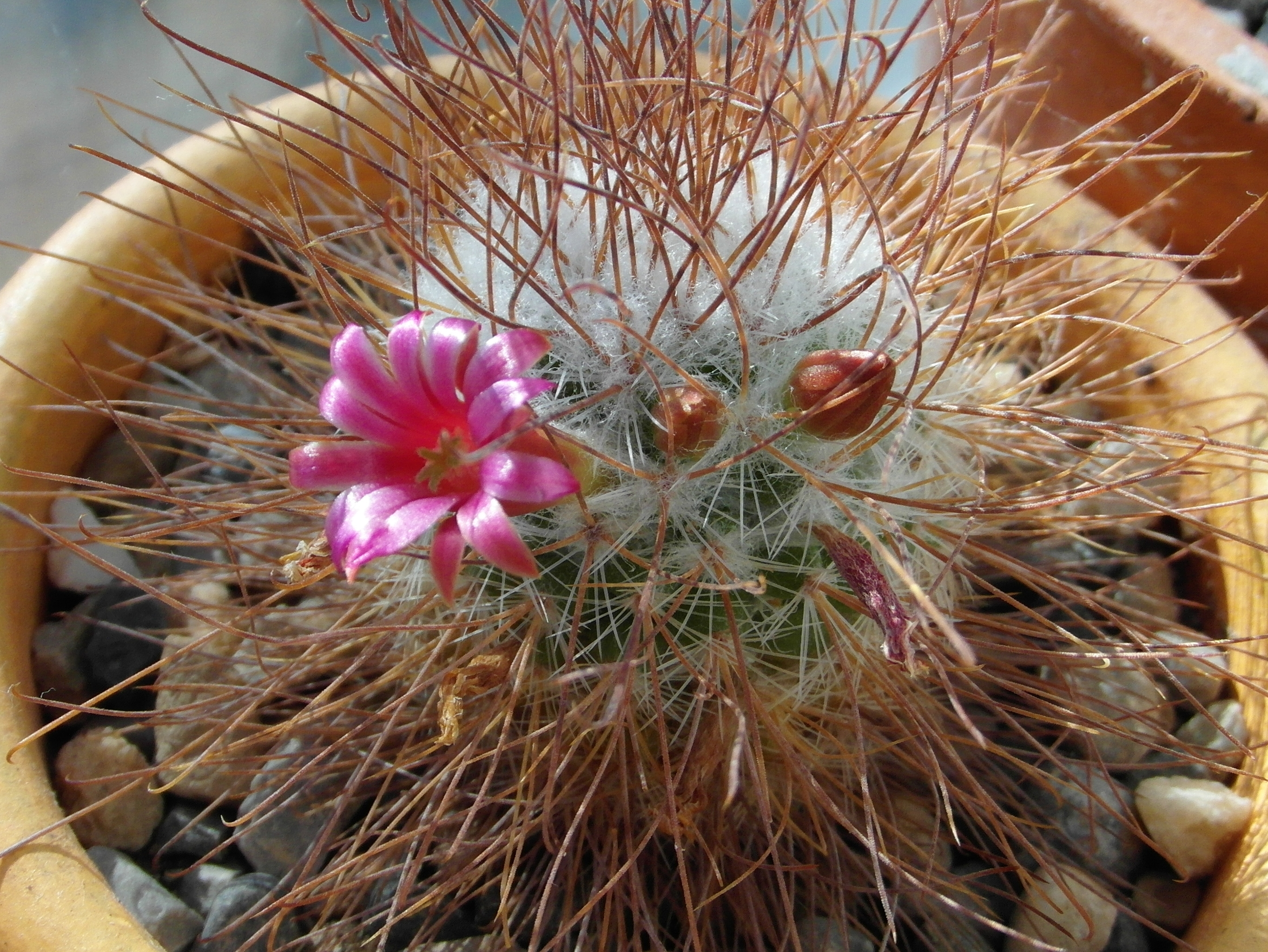
Mammillaria rekoi subsp. leptacantha

Визнано три підвиди Mammillaria rekoi: номінаційний підвид — Mammillaria rekoi subsp. rekoi і підвиди: aureispina — Mammillaria rekoi subsp. aureispina (A.B.Lau) D.R.Hunt і leptacantha — Mammillaria rekoi subsp. leptacantha (A.B.Lau) D.R.Hunt.

### Mammillaria rekoi subsp. rekoi
- Рослина майже завжди одиночна.
- Центральних колючок — тільки 4, одна нижня гачкувата.
- Радіальних колючок — близько 20, білі.
- Ареал зростання — широко поширена в штаті Оахака.

### Mammillaria rekoi subsp. aureispina
- Рослина зазвичай одиночна, але іноді може мати кілька стебел.
- Стебло може досягати до 15 см заввишки.
- Центральних колючок — 5-7, прямі.
- Радіальних колючок — 20-23, золотисто-жовтого відтінку.
- Ареал зростання — на північ від Квілотепека і Йолоха, Оахака.

### Mammillaria rekoi subsp. leptacantha
- Рослини часто формують зарості з близько семи стебел.
- Центральних колючок — 4-6, вигнуті, з гачками.
- Ареал зростання — між Мітья і Наяпа, Оахака.

## Чисельність, охоронний статус та заходи щодо збереження
Mammillaria rekoi входить до Червоного списку Міжнародного союзу охорони природи видів, з найменшим ризиком (LC).
Це досить широко поширений і порівняно численний вид без великих загроз для нього, хоча місця його зростання поступово деградує від людської діяльності.
Одне місце зростання цього кактуса розташоване в біосферному заповіднику Теуакан-Куйкатлан.
Охороняється Конвенцією про міжнародну торгівлю видами дикої фауни і флори, що перебувають під загрозою зникнення (CITES).

## Використання та торгівля
Цей кактус не настільки популярний, як інші види роду, але вирощується в спеціалізованих колекціях.